# Pastorale de Bonis
Pour l’article homonyme, voir Pastorale.
La Pastorale, op. 156, est une œuvre de la compositrice Mel Bonis, datant de 1933.

## Composition
Mel Bonis compose sa Pastorale pour orgue à pédalier. Le manuscrit, daté de 1933, comporte la mention « ne pas éditer ». L'œuvre est publiée à titre posthume par les éditions Carrara en 1971. Elle est rééditée en 2011 par les éditions Armiane.

## Analyse
La Pastorale devait faire l'objet d'un projet de Dix Pièces pour orgue avec notamment l'Andante religioso, le Choral, le Prélude en sol mineur, la Communion, l'Offertoire, l'Adagio, l'Idylle, le Moderato et la Sortie.
L'œuvre porte un titre faisant référence à des pièces de genre très en vogue à son époque. Cette œuvre est proche de l'Idylle, toutes deux étant dans un genre orgastique descriptif, caractérisé par des rythmes ternaires de tempo modéré, l'utilisation de registres caractéristiques comme le hautbois ou la voix humaine, rappelant les bergers. Il y a aussi l'utilisation de section plus rythmée d'allure populaire et joyeuse ou au contraire dramatique, évoquant des orages dans la campagne. L'œuvre est une réutilisation de la pièce pour piano Aux champs.

## Sources
- Étienne Jardin, Mel Bonis (1858-1937) : parcours d'une compositrice de la Belle Époque, 2020 (ISBN 978-2-330-13313-9 et 2-330-13313-8, OCLC 1153996478, lire en ligne)